# 南インド国際映画賞
南インド国際映画賞（みなみインドこくさいえいがしょう、South Indian International Movie Awards、略称：SIIMA Awards）は、南インド映画を表彰する映画賞。2012年にヴィシュヌ・ヴァルダン・インドゥリとブリンダ・プラサード・アドゥシミリによって創設された。受賞対象はタミル語映画、テルグ語映画、カンナダ語映画、マラヤーラム語映画の作品・製作関係者であり、国際市場に向けて南インド映画を宣伝するプラットフォームの役割を果たしている。

## 歴史
2012年にセレブリティ・クリケット・リーグ創設者のヴィシュヌ・ヴァルダン・インドゥリが創設し、ブリンダ・プラサード・アドゥシミリが会長を務めている。授賞式は2日間にわたり開催され、1日目は将来有望な新人映画製作者を表彰する「ジェネレーション・ネクスト・アワード」が発表され、2日目は主要部門である「SIIMA賞」が発表される。ノミネート作品・候補者は著名な映画製作者で構成される審査委員会によって選考された後、一般投票によって受賞作品・受賞者が決定する。2017年にヴィブリ・メディア・グループによって、南インドの短編映画を表彰するSIIMA短編映画賞が創設された。また、同年9月には南インド国際映画賞のTwitter絵文字が公開された。
南インド国際映画賞は、インドで最も有名な授賞式の一つであり、他の南インド映画の映画賞授賞式と異なり、海外で開催することが特徴となっている。第1回南インド国際映画賞は2012年6月21日・22日にドバイ・ワールド・トレードセンターで開催された。2021年の第9回南インド国際映画賞はCOVID-19パンデミックに伴う渡航制限の影響を受け、インドのハイデラバードで開催された。

## 授賞式
| 授賞式 | 開催日                | 司会者 | 開催国           | 都市             | 会場                                           | 出典                               |
| ------ | --------------------- | --- | ---------------- | ---------------- | ---------------------------------------------- | ---------------------------------- |
| 第1回  | 2012年 6月21-22日     | R・マーダヴァン、ラクシュミー・マンチュ、パールヴァティー・オーマナクッタン | アラブ首長国連邦 | ドバイ           | ドバイ・ワールド・トレードセンター             | [ 10 ] [ 11 ] [ 12 ] [ 13 ]        |
| 第2回  | 2013年 9月12-13日     | シュリヤ・サラン、ラーナー・ダッグバーティ、ソーヌー・スード、パールヴァティー・オーマナクッタン、アシュ・チャンドラル | アラブ首長国連邦 | シャールジャ     | エキスポ・センター・シャールジャ               | [ 14 ] [ 15 ] [ 16 ] [ 17 ]        |
| 第3回  | 2014年 9月12-13日     | テルグ俳優：ナヴディープ、シュラッダー・ダス タミル俳優：シヴァ、プージャー・ラーマチャンドラン | マレーシア       | クアラルンプール | スタジアム・ネガラ                             | [ 18 ] [ 19 ] [ 20 ] [ 21 ]        |
| 第4回  | 2015年 8月6-7日       | テルグ俳優：ラーナー・ダッグバーティ、アリー、シュリームキ タミル俳優：シヴァ、スチトラ | アラブ首長国連邦 | ドバイ           | ドバイ・ワールド・トレードセンター             | [ 22 ] [ 23 ] [ 24 ] [ 25 ]        |
| 第5回  | 2016年 6月30日-7月1日 | テルグ俳優：アッル・シリシュ、ラクシュミー・マンチュ タミル俳優：シヴァ、サティーシュ、ダニヤ・バーラクリシュナ マラヤーラム俳優：ランジニ・ハリダス                                                                        | シンガポール     | シンガポール     | サンテック・シンガポール国際会議展示場         | [ 26 ] [ 27 ] [ 28 ] [ 29 ] [ 30 ] |
| 第6回  | 2017年 6月30日-7月1日 | テルグ俳優：アッル・シリシュ、ラクシュミー・マンチュ タミル俳優：サティーシュ、ダニヤ・バーラクリシュナ | アラブ首長国連邦 | アブダビ市       | アブダビ市ナショナル・エキシビション・センター | [ 31 ] [ 32 ] [ 33 ] [ 34 ] [ 35 ] |
| 第7回  | 2018年 9月14-15日     | テルグ俳優：ラーフル・ラーマクリシュナ、プリヤダルシ・プリコンダ、シュリームキ カンナダ俳優：ヴィジャイ・ラーガヴェンドラ、サムクタ・ヘーグデー                                                                             | アラブ首長国連邦 | ドバイ           | ボリウッド・パークス・ドバイ                   | [ 36 ] [ 37 ] [ 38 ] [ 39 ] [ 40 ] |
| 第8回  | 2019年 8月15-16日     | テルグ俳優：ラーフル・ラーマクリシュナ、プリヤダルシ・プリコンダ、スーマ・カナカーラ タミル俳優：ジャーナニ、シヴァ カンナダ俳優：ヴィジャイ・ラーガヴェンドラ、アヌパマ・ゴーダ マラヤーラム俳優：パール・マーニー         | カタール         | ドーハ           | ルサイル・スポーツ・アリーナ                   | [ 41 ] [ 42 ] [ 43 ] [ 44 ] [ 45 ] |
| 第9回  | 2021年 9月18-19日     | テルグ俳優：シュリームキ、サンディープ・キシャン | インド           | ハイデラバード   | ハイデラバード国際コンヴェンション・センター   | [ 46 ] [ 8 ]                       |
| 第10回 | 2022年 9月10-11日     | テルグ俳優：シュリームキ、アリー、シッドゥ・ジョンナラガッダ カンナダ俳優：アクル・バラージ、ソーヌー・ガウダ | インド           | ベンガルール     | パレス・グラウンド                             | [ 47 ]                             |
| 第11回 | 2023年 9月15-16日     | タミル俳優：サティーシュ カンナダ俳優：アクル・バラージ | アラブ首長国連邦 | ドバイ           | ドバイ・ワールド・トレードセンター             | [ 48 ]                             |
| 第12回 | 2024年 9月14-15日     | テルグ俳優：シムラン・チョーダリー、スディガリ・スディール カンナダ俳優：リシ、シューブラ・アイヤッパ タミル俳優：バーヴァナ・バーラクリシュナン、サティーシュ マラヤーラム俳優：アディル・イブラーヒーム、パール・マーニー | アラブ首長国連邦 | ドバイ           | ドバイ・ワールド・トレードセンター             | [ 49 ]                             |

## 部門

### カンナダ語映画
- 作品賞（英語版）
- 監督賞（英語版）
- 主演男優賞
- 主演女優賞（英語版）
- 助演男優賞
- 助演女優賞
- 音楽監督賞
- 作詞家賞
- 男性プレイバックシンガー賞
- 女性プレイバックシンガー賞
- 悪役賞
- 新人男優賞（英語版）
- 新人女優賞（英語版）
- 新人監督賞
- 新人プロデューサー賞
- 撮影賞
- コメディアン賞
- 審査員選出男優賞（英語版）
- 審査員選出女優賞（英語版）

### マラヤーラム語映画
- 作品賞（英語版）
- 監督賞（英語版）
- 主演男優賞
- 主演女優賞（英語版）
- 助演男優賞
- 助演女優賞
- 音楽監督賞
- 作詞家賞
- 男性プレイバックシンガー賞
- 女性プレイバックシンガー賞
- 悪役賞
- 新人監督賞
- 新人プロデューサー賞
- 新人男優賞（英語版）
- 新人女優賞（英語版）
- 撮影賞
- コメディアン賞
- 審査員選出男優賞（英語版）
- 審査員選出女優賞（英語版）

### タミル語映画
- 作品賞
- 監督賞
- 主演男優賞
- 主演女優賞
- 助演男優賞
- 助演女優賞
- 音楽監督賞
- 作詞家賞
- 男性プレイバックシンガー賞
- 女性プレイバックシンガー賞
- 悪役賞
- 新人監督賞
- 新人プロデューサー賞
- 新人男優賞（英語版）
- 新人女優賞（英語版）
- 撮影賞
- コメディアン賞
- 審査員選出男優賞（英語版）
- 審査員選出女優賞（英語版）

### テルグ語映画
- 作品賞
- 監督賞
- 主演男優賞
- 主演女優賞
- 助演男優賞（英語版）
- 助演女優賞
- 音楽監督賞
- 作詞家賞（英語版）
- 男性プレイバックシンガー賞（英語版）
- 女性プレイバックシンガー賞（英語版）
- 悪役賞（英語版）
- 新人男優賞（英語版）
- 新人女優賞（英語版）
- 新人監督賞（英語版）
- 新人プロデューサー賞
- 撮影賞（英語版）
- コメディアン賞（英語版）
- 審査員選出男優賞（英語版）
- 審査員選出女優賞（英語版）

### その他
- 生涯功労賞（英語版）
- アクション振付賞
- ダンス振付賞
- ヤング・アイコン賞